# یواس‌اس مونتیچلو (ال‌اس‌دی-۳۵)
یواس‌اس مونتیچلو (ال‌اس‌دی-۳۵) (به انگلیسی: USS Monticello (LSD-35)) یک کشتی بود که طول آن ۵۱۰ فوت (۱۶۰ متر) بود. این کشتی در سال ۱۹۵۶ ساخته شد.